# Hôtel de ville de Rennes
L'hôtel de ville de Rennes est un édifice administratif du XVIIIe siècle situé à Rennes, en France.

## Localisation
Elle est située place de la mairie en face de l’opéra de Rennes. La station de métro la plus proche est République.

## Histoire

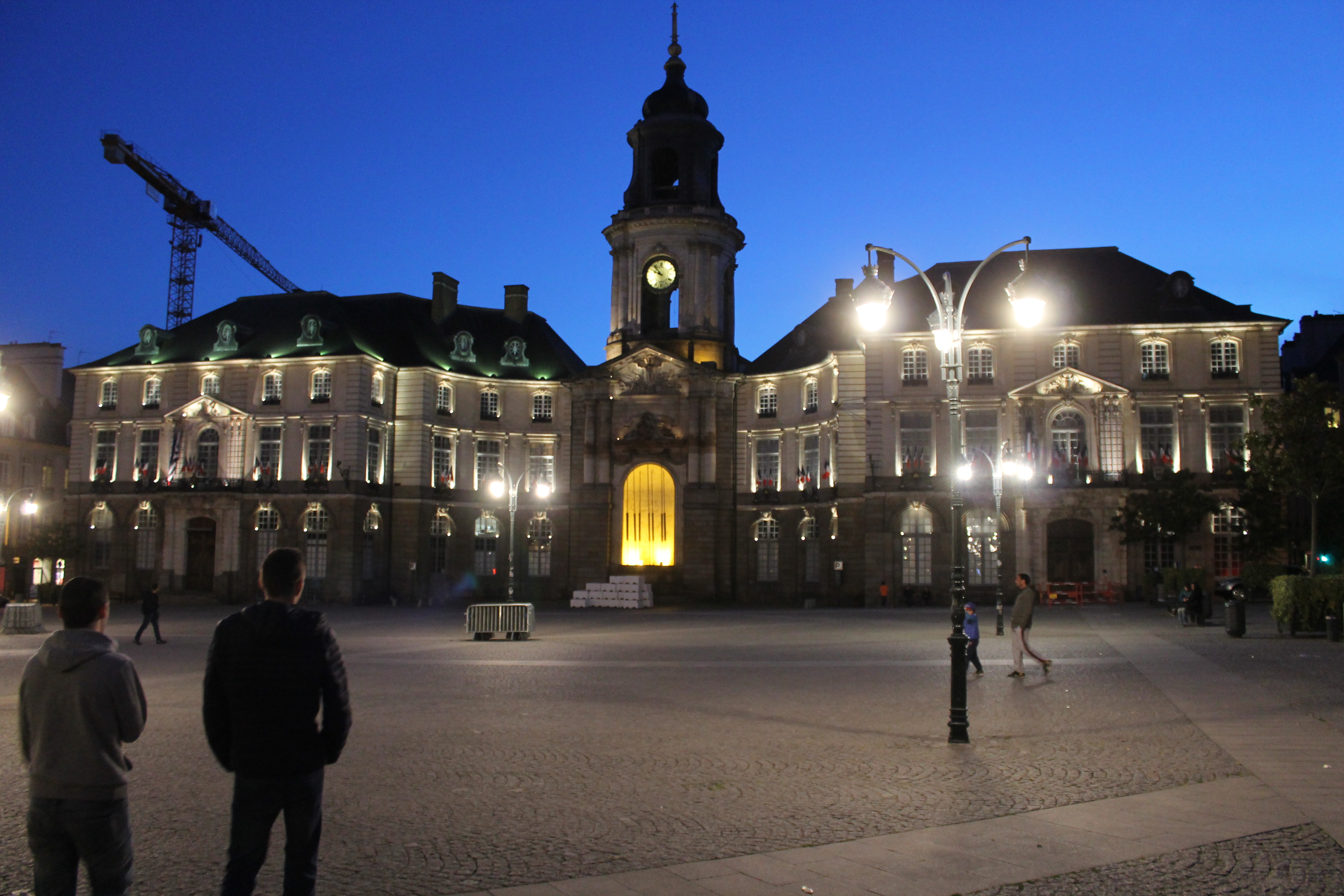
Hôtel de ville de Rennes vue de nuit.

La mairie de Rennes est construite de 1734 à 1743 par Jacques V Gabriel à la suite du grand incendie de Rennes en 1720. Les plans définitifs sont validés par le conseil municipal le 23 mai, alors que Toussaint-François Rallier du Baty était maire. Quelques semaines après son décès, la cérémonie de la pose de la première pierre a lieu le 12 avril 1734 et démarre sa construction,.
Elle a hébergé dans son aile nord les facultés de droit et de sciences de 1840. Le cabinet de chimie, occupé en particulier par le professeur Faustino Malaguti jusqu'en 1855, se trouvait dans l'actuel bureau du maire,.
Elle a été considérablement remaniée par Emmanuel Le Ray lors du premier mandat de Jean Janvier ; lors de sa prise de fonction ce dernier la considérait comme « indigne d’un chef-lieu, même de bien moindre importance que Rennes ». Un escalier monumental est construit dans le pavillon sud et des aménagements intérieurs sont réalisés afin de rendre les locaux plus fonctionnels.
Elle accueille la plupart des services municipaux. L’ensemble est composé de deux édifices classiques reliés par un décrochement en quart de cercle, avec la tour de l'horloge en retrait. L’aile nord de l’hôtel de ville abrite le « Panthéon rennais », une salle à la mémoire des morts des deux guerres mondiales, de la guerre d'Algérie et de la guerre d'Indochine; sa construction a été décidé sous la municipalité Janvier dès le 18 novembre 1918. L'aménagement de cet espace est l'œuvre de l'architecte Emmanuel Le Ray. La conception du décor peint, long de 26 mètres, a été confié au peintre Camille Godet. Ce dernier s'est appuyé sur ses croquis ramenés du front pour représenter les soldats français et alliés. Les études préparatoires à ce décor sont conservées par l'Union des Combattants d'Ille-et-Vilaine. La salle est inaugurée le 2 juillet 1922.
L’aile sud possède un magnifique vestibule en forme de portique à colonnes en marbre rose.
Le bâtiment a fait l’objet d’un premier classement au titre des monuments historiques en 1922, à l’initiative de Jean Janvier. Cet arrêté, portant classement des façades a été annulé. L’ensemble du monument a été inscrit par arrêté du 13 septembre 1940, puis deux arrêtés de classement ont été pris le 12 mars 1962 et le 23 août 1963.

## Structure

### Structure générale
L'entrée des visiteurs se situe au rez-de-chaussée de l'aile Nord. Le bureau de la maire, de son premier adjoint et de la directrice générale des services se trouve au premier étage de cette dernière.
L'aile sud accueille, au premier étage, les réunions du conseil municipal, les mariages et les réceptions officielles dans les deux salons d'honneur.
Le reste du bâtiment est occupé par les bureaux des élus, des fonctionnaires, du cabinet du maire et des salles de réunion.

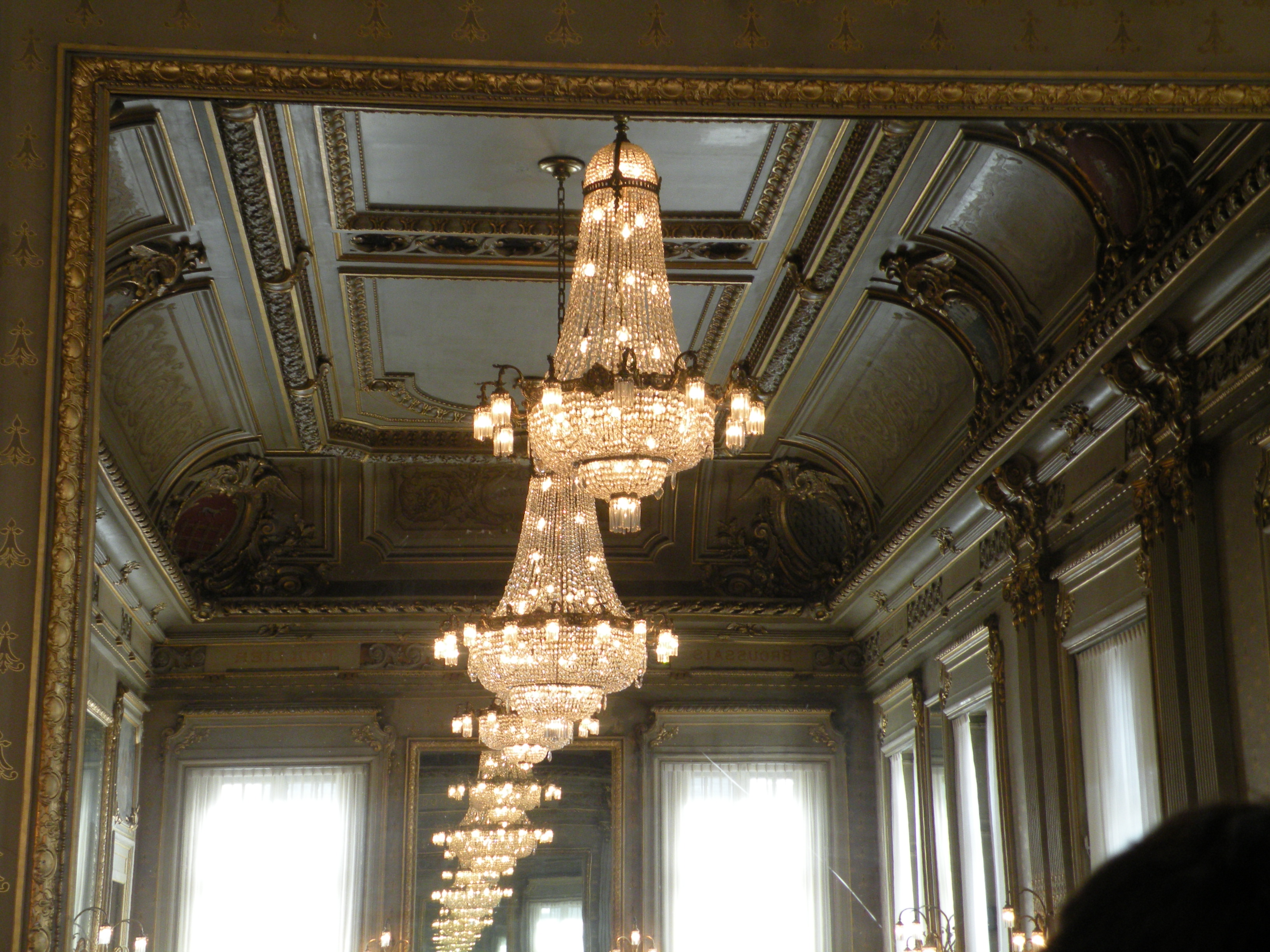
Plafond du salon d’honneur.
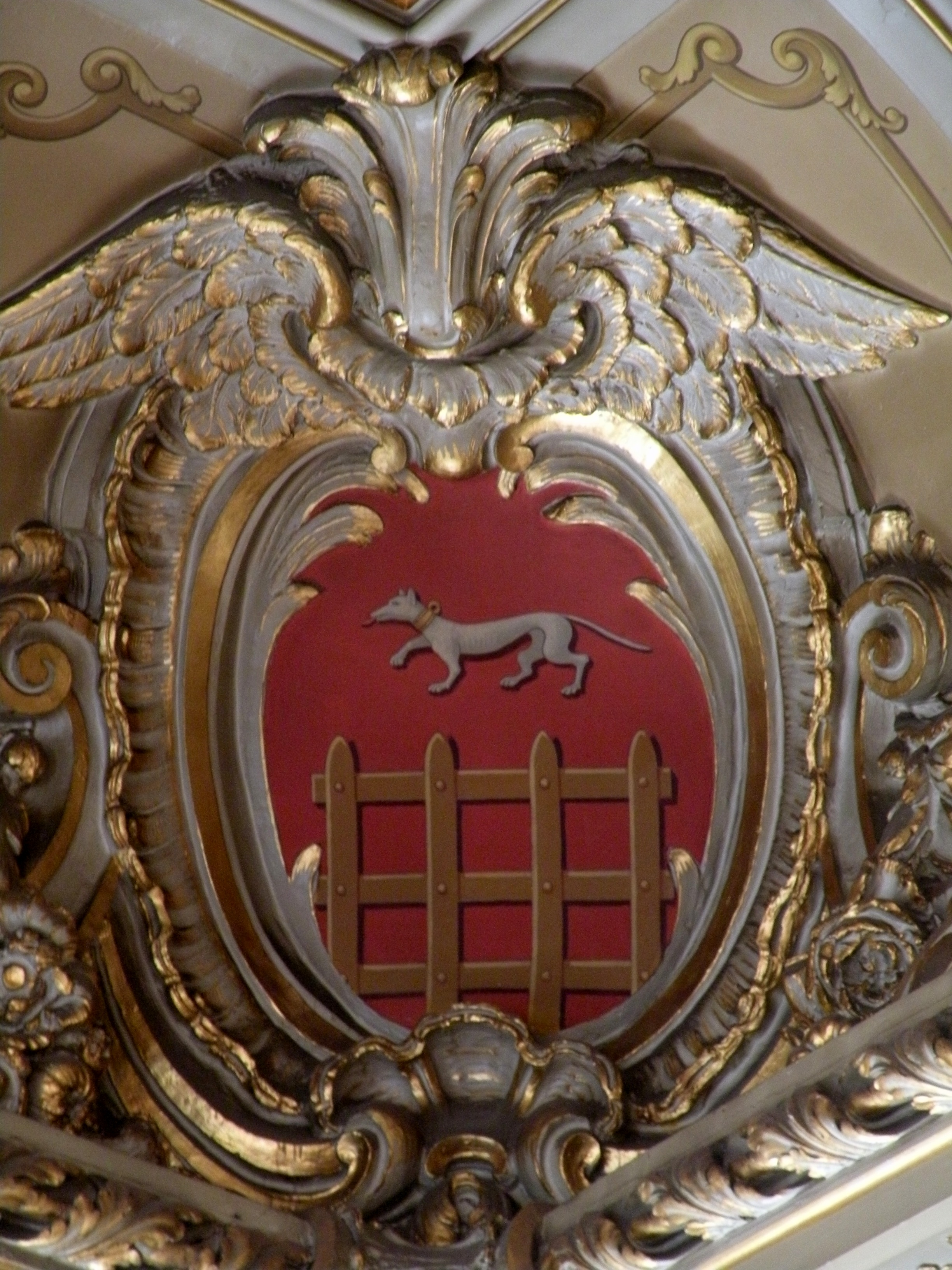
Blason de Saint-Malo dans le salon d’honneur.
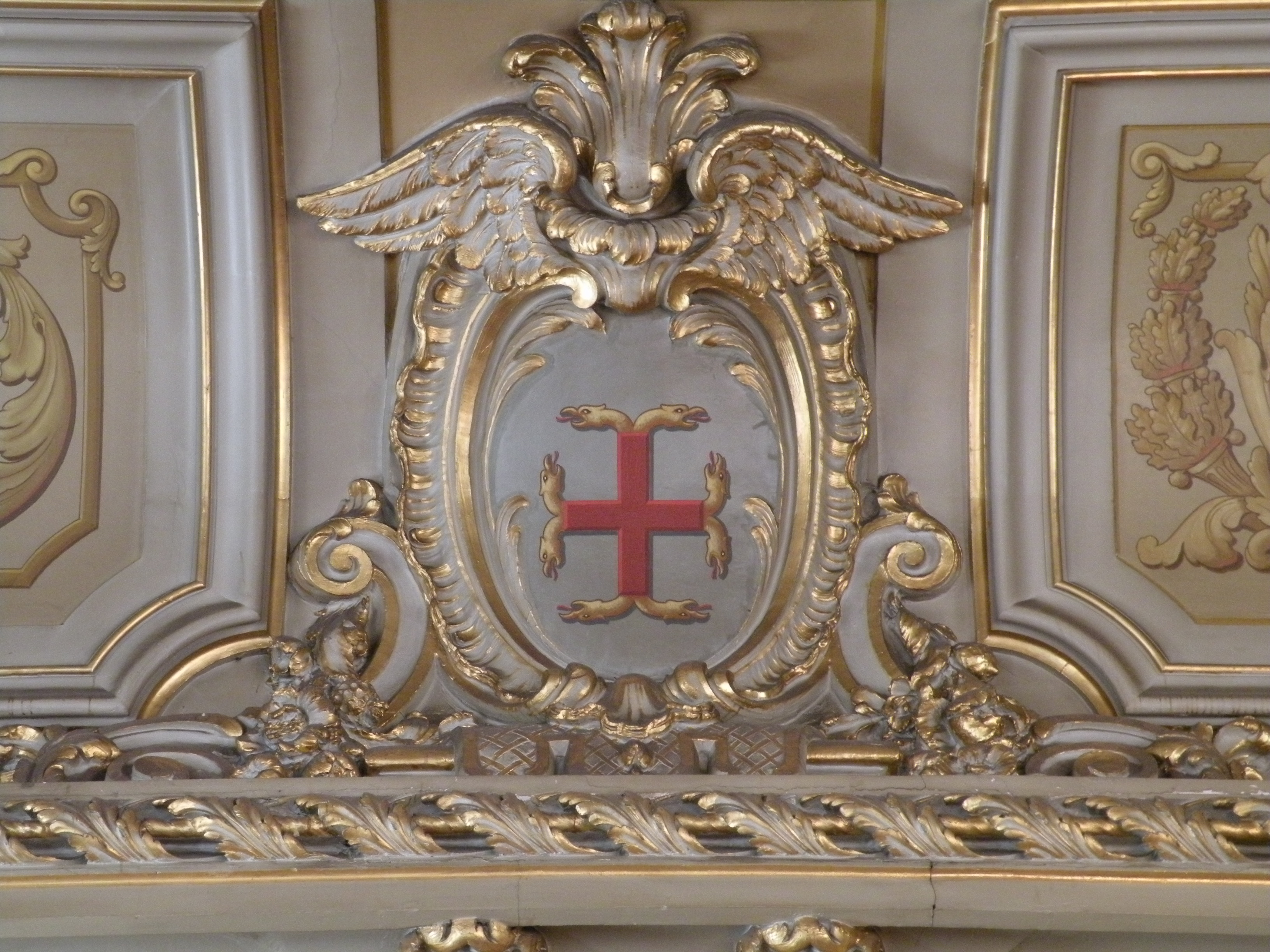
Blason de Montfort-sur-Meu dans le salon d’honneur.
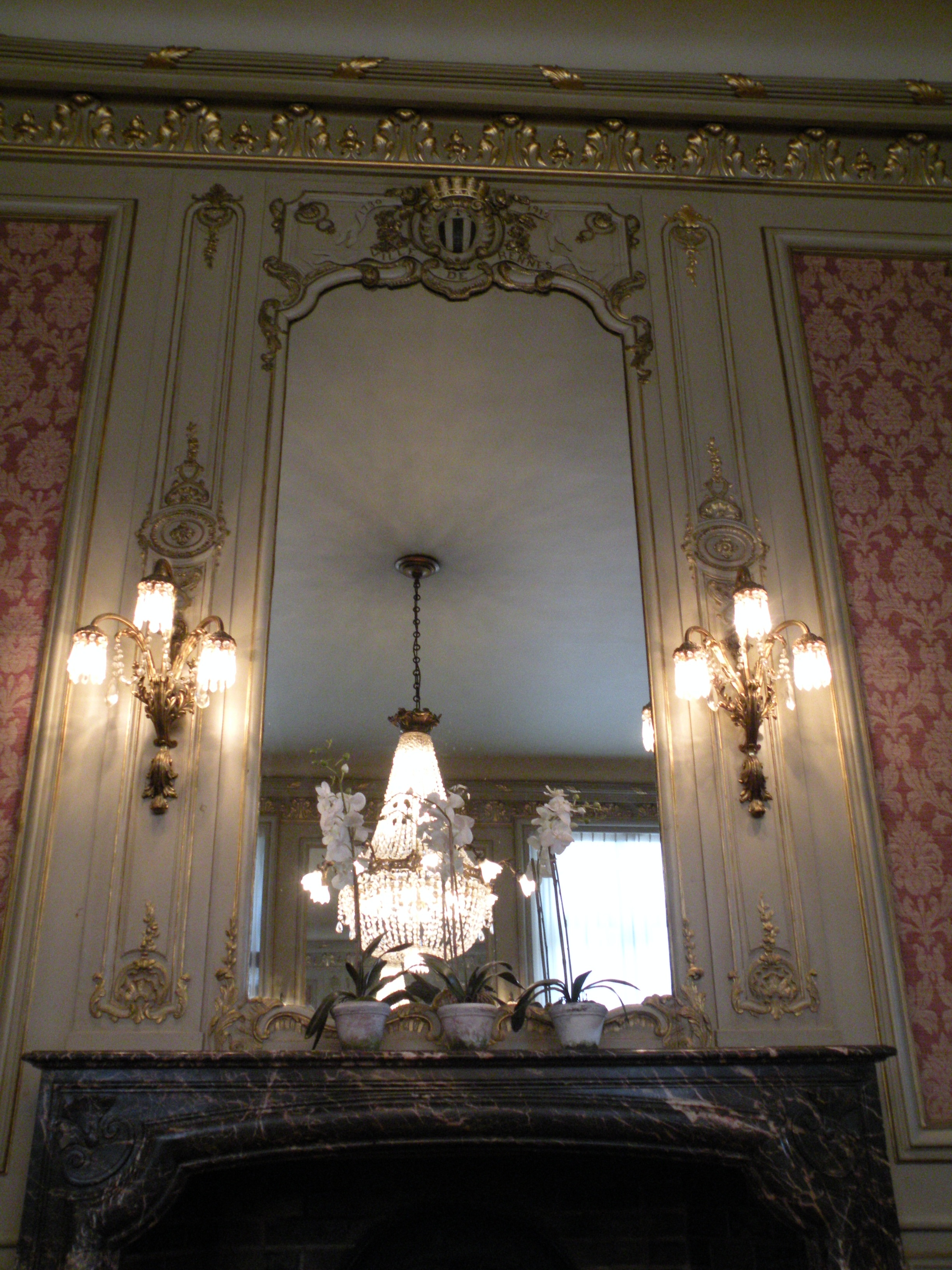
Cheminée et miroir du petit salon.
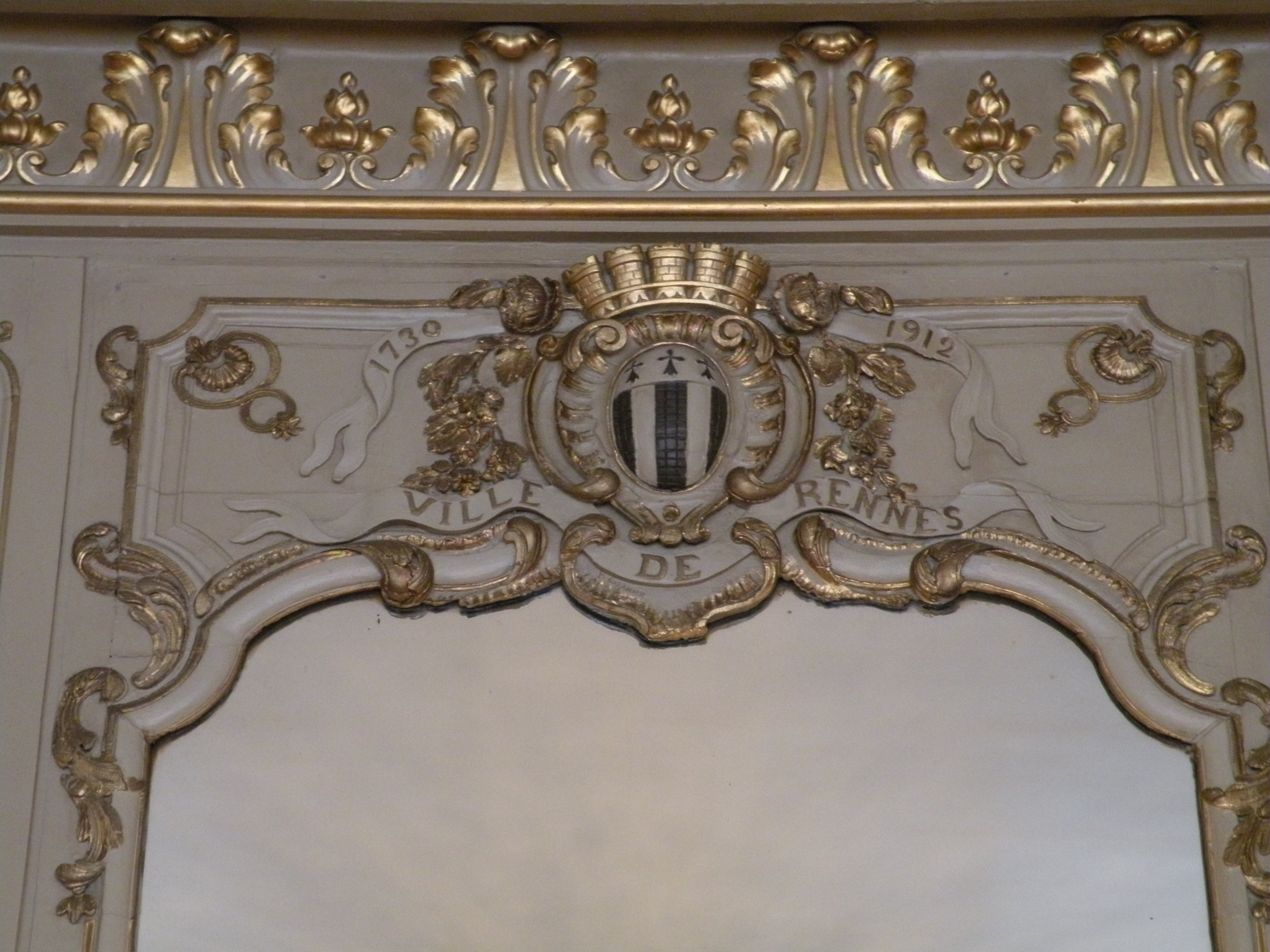
Blason de la ville dans le petit salon. Les dates qui y sont portées indiquent la date de construction du bâtiment (1730) et la date de la rénovation entreprise par Emmanuel Le Ray (1912).
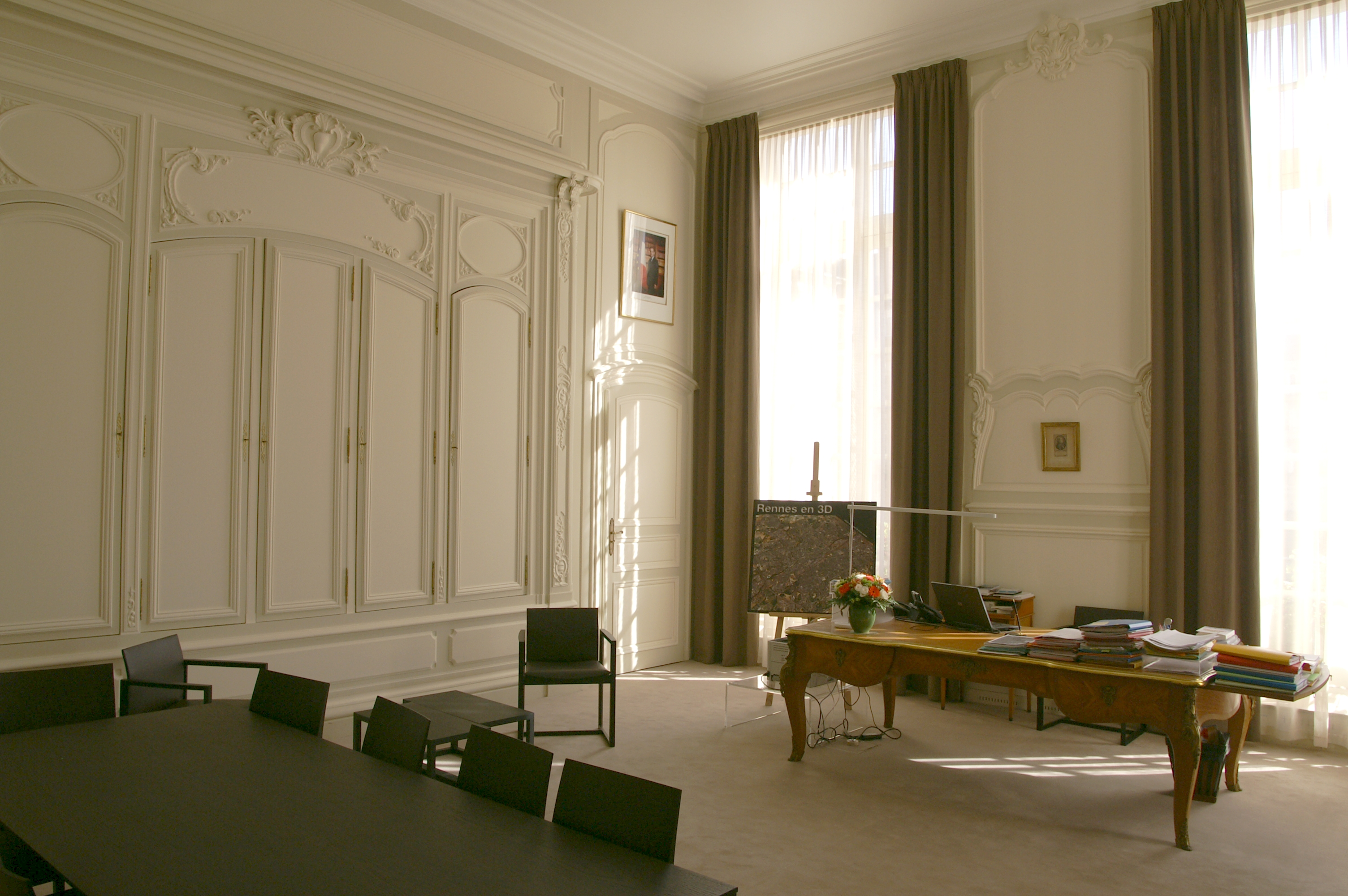
Le bureau du maire.
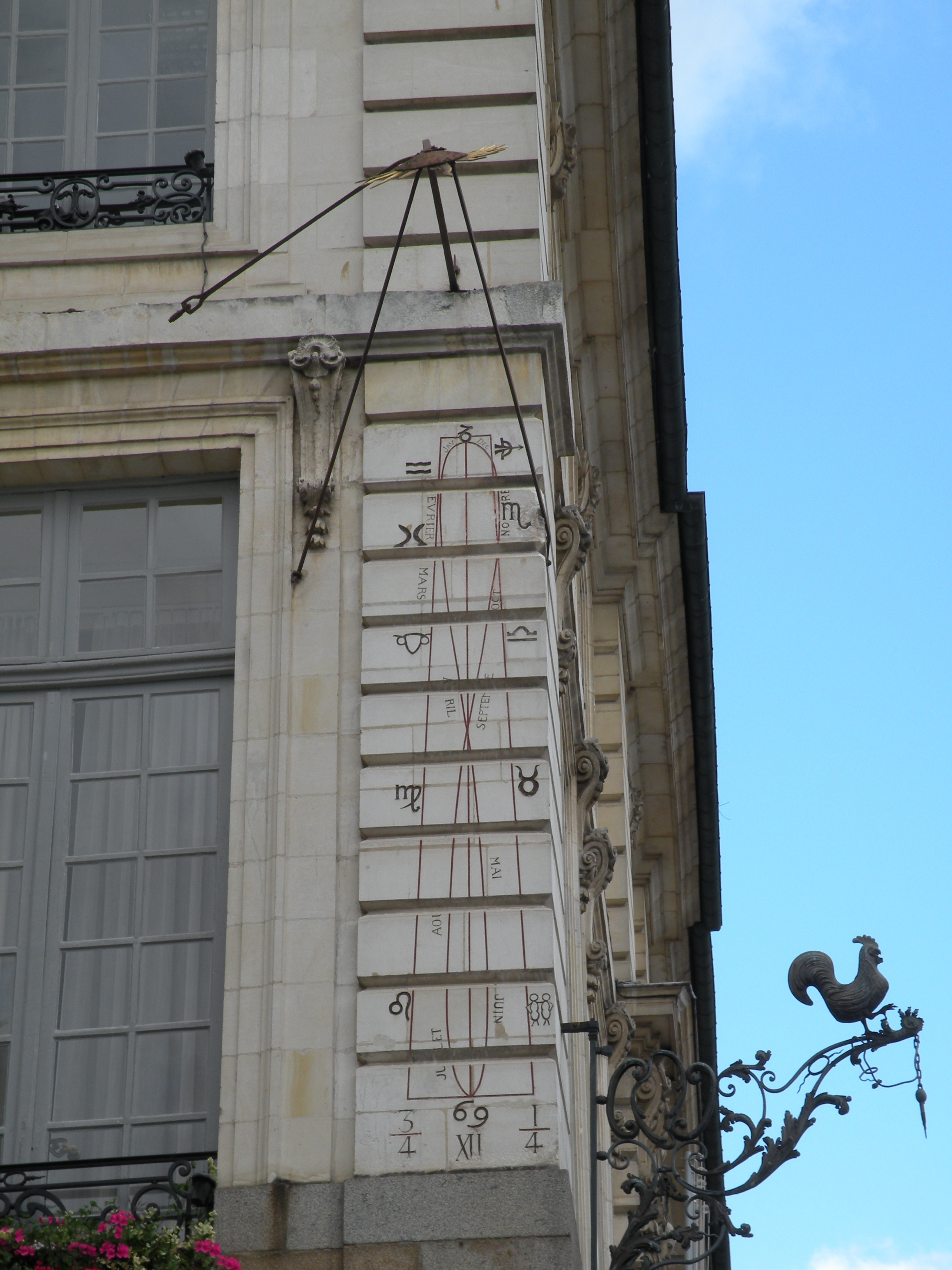
Cadran solaire avec analemme sur la façade.
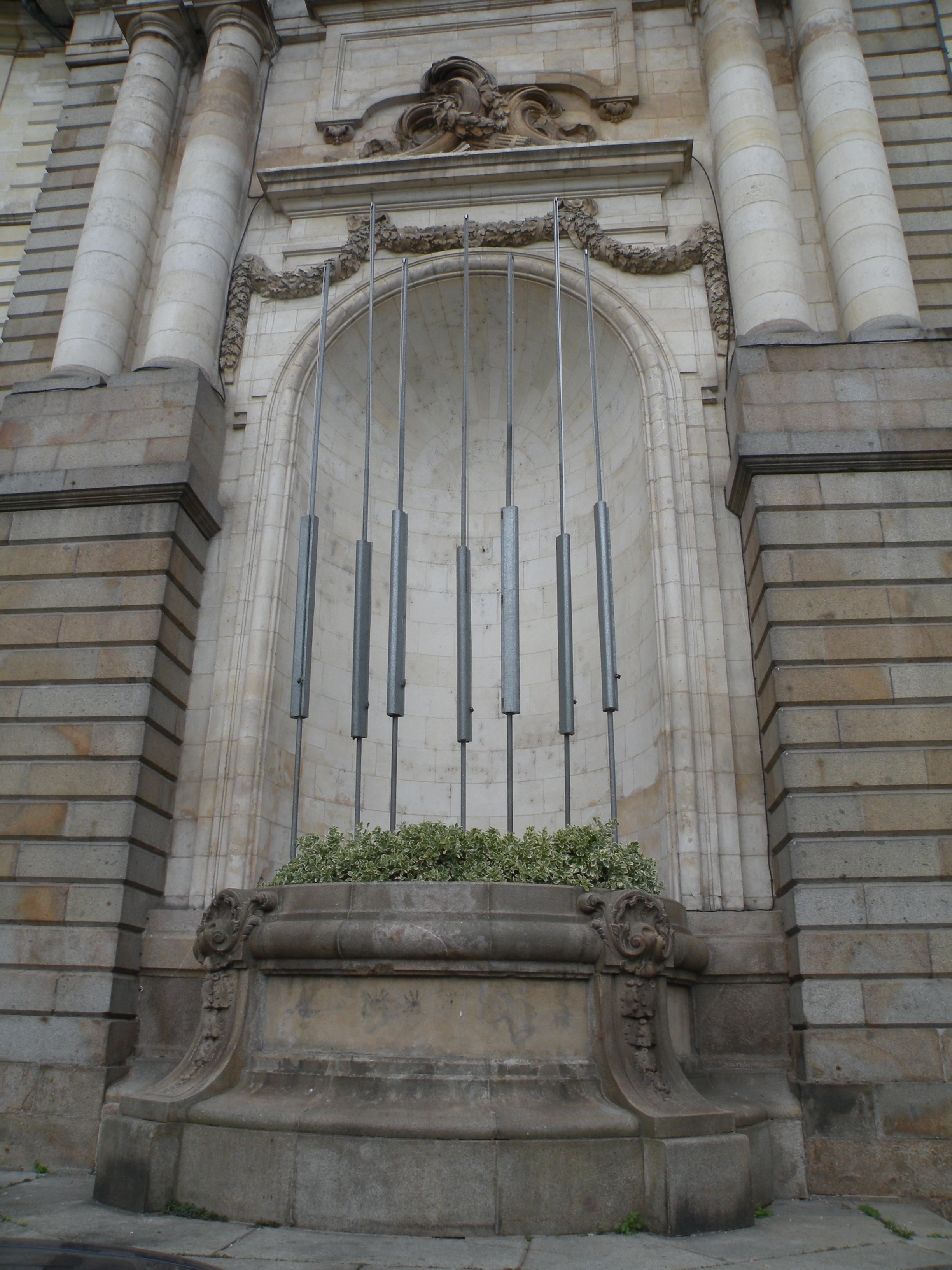
La niche vide de l’hôtel de ville.
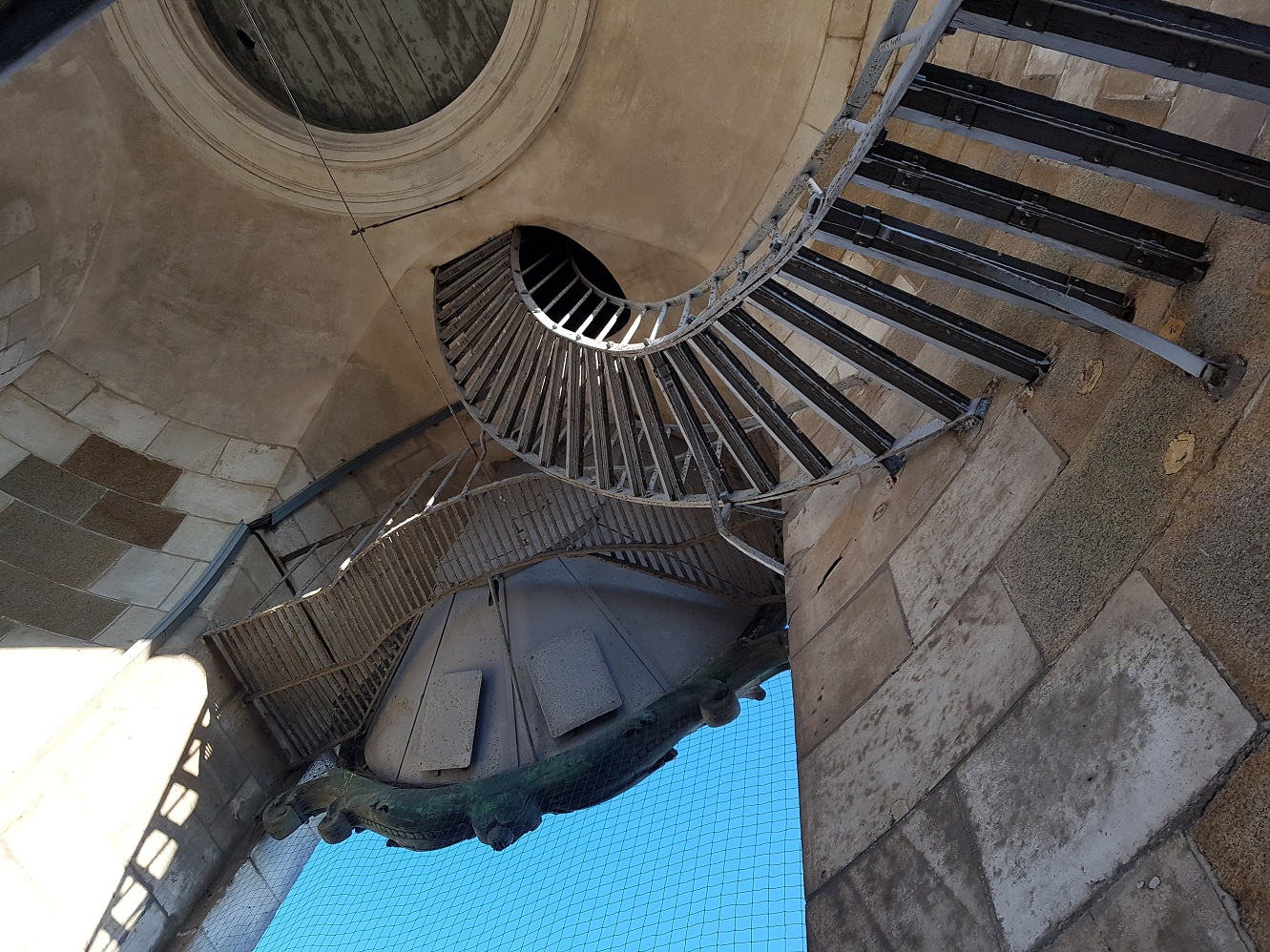
Escalier menant au clocher de la mairie de Rennes.
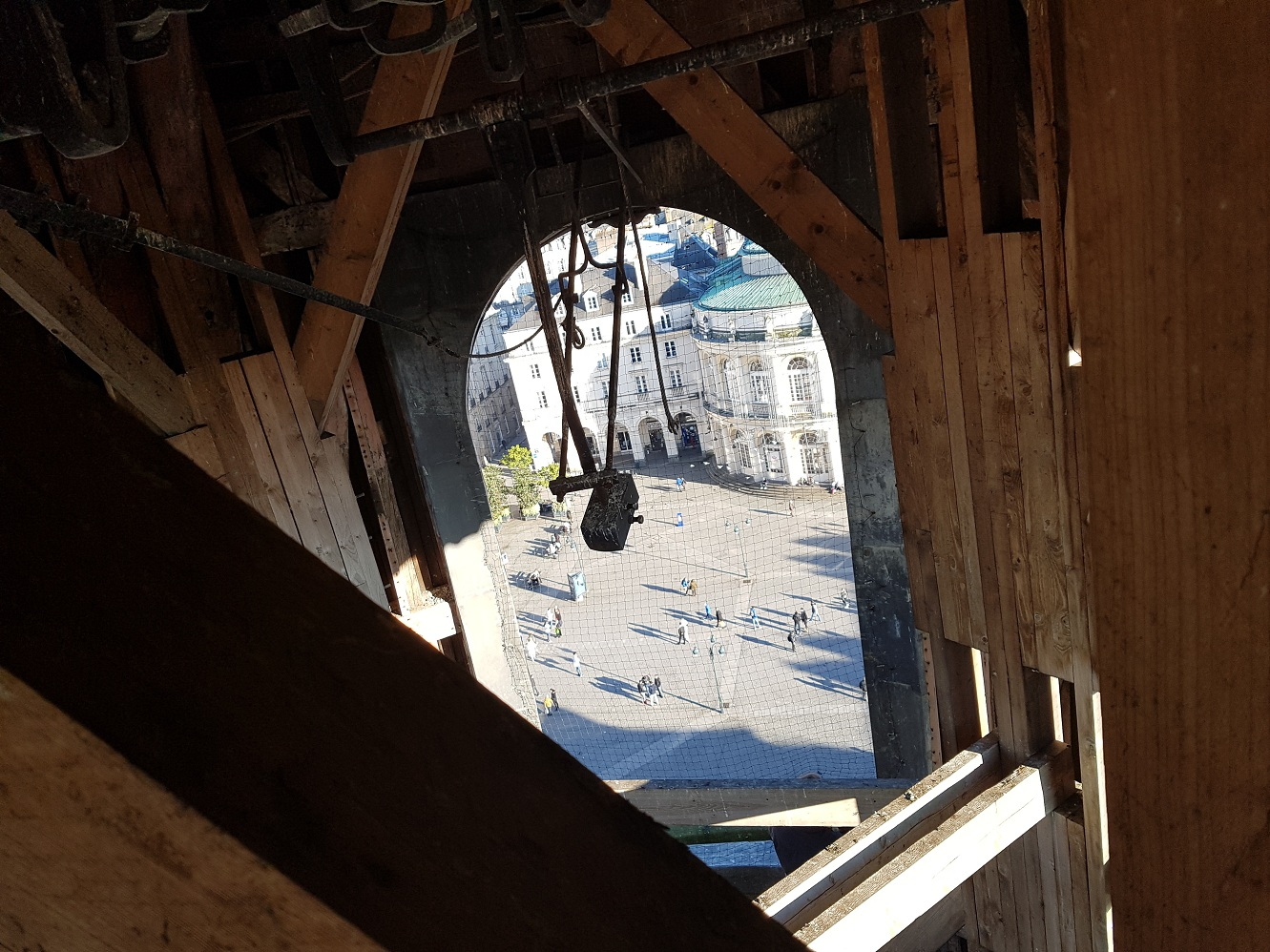
Vue de la place de la mairie depuis le clocher.
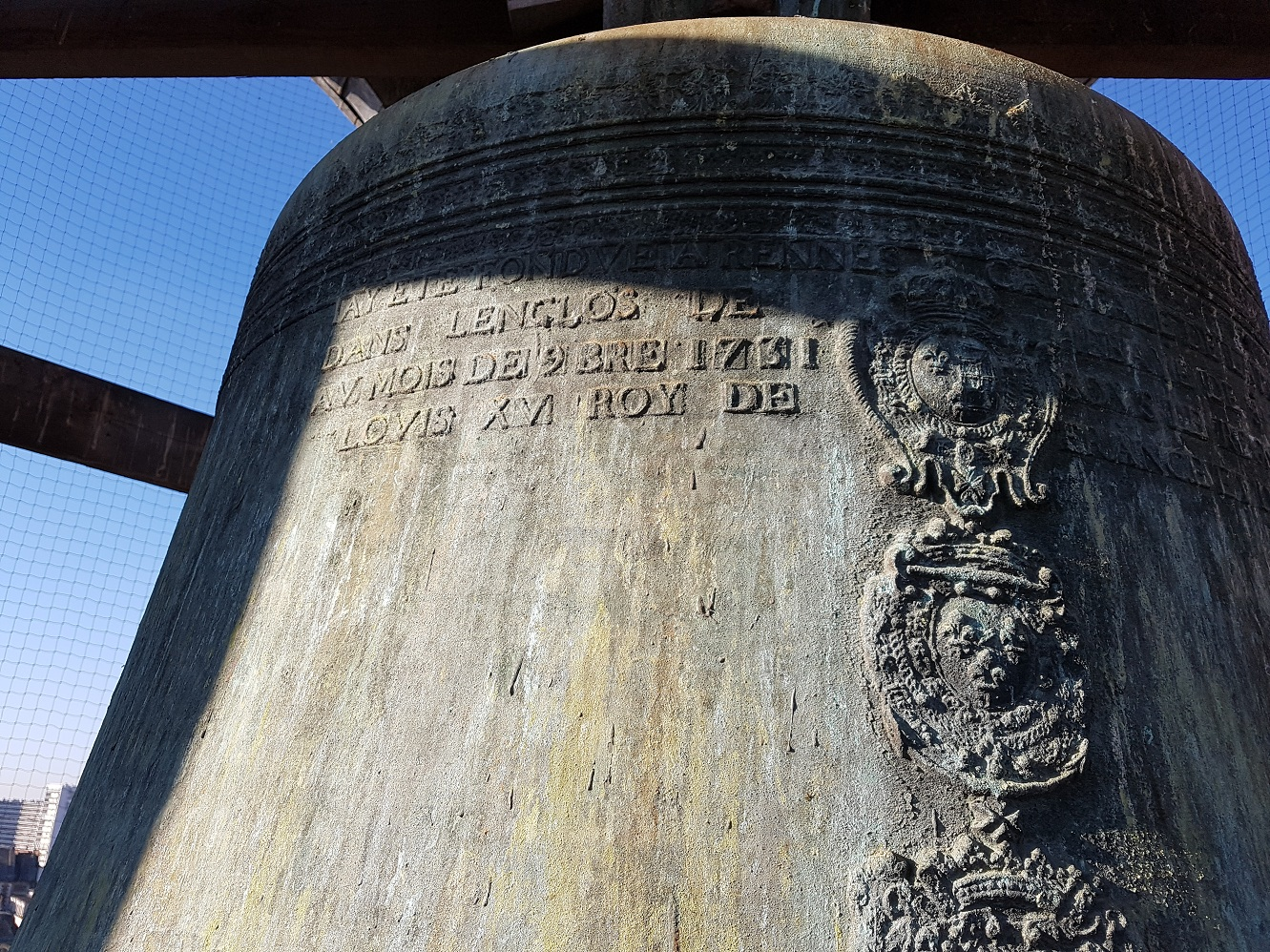
Cloche de la mairie de Rennes.
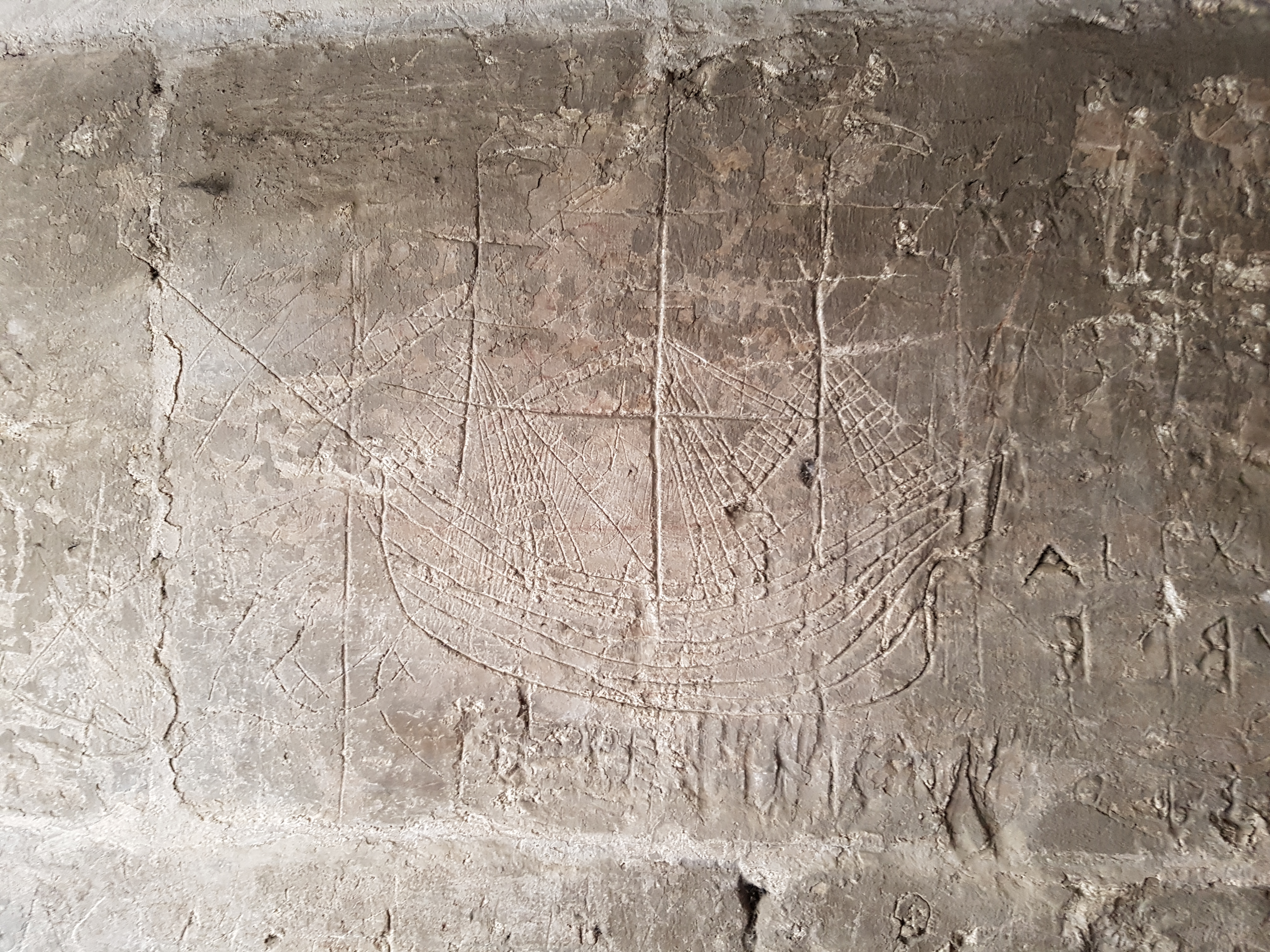
Dessin de bateau gravé dans l'escalier menant au toit de la mairie de Rennes.

### Niche
Au centre du bâtiment sous la tour de l’Horloge se trouve une niche. Celle-ci accueillait à l’origine une statue de Louis XV qui a été détruite à la révolution. Elle fut remplacée par un groupe de sculptures de Jean Boucher représentant l’Union de la Bretagne à la France avec Anne de Bretagne à genoux devant une figure féminine qui est une allégorie de la France : la Bretagne se donnant à la France. Ce « monument de la honte nationale » selon Breiz Atao fut détruit en 1932 lors des festivités pour le 400e anniversaire de l’Union de la Bretagne à la France. L’attentat fut revendiqué par un groupe inconnu nommé Gwenn ha Du. Le monument ne fut jamais restauré.

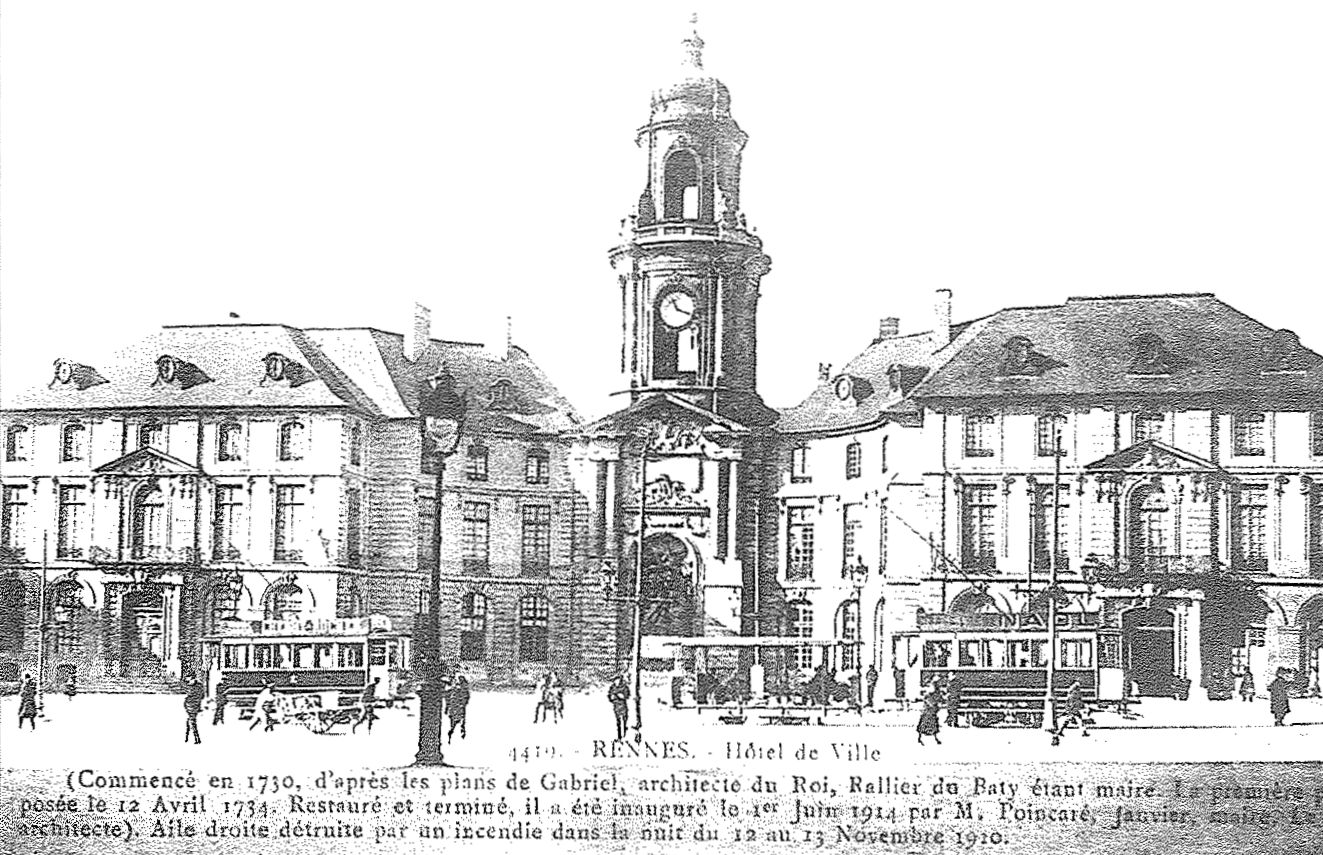
Le bâtiment au début du XXe siècle. On voit la ligne de tramway et la statue de l’Union de la Bretagne à la France.

## Administration
Liste des derniers maires qui se sont succédé à la mairie de Rennes :
| Période   | Période     | Identité         | Étiquette | Qualité                                    |
| --------- | ----------- | ---------------- | --------- | ------------------------------------------ |
| 1929      | 1935        | Jean Lemaistre   | ...       | Fonctionnaire                              |
| 1935      | juin 1944   | François Château | Radical   | Entrepreneur dans le bâtiment              |
| juin 1944 | 4 août 1944 | René Patay       | ...       | ...                                        |
| 1944      | 1953        | Yves Milon       | RPF       | Professeur, Géologue                       |
| 1953      | 1977        | Henri Fréville   | MRP       | Professeur                                 |
| 1977      | 2008        | Edmond Hervé     | PS        | Professeur                                 |
| 2008      | 2014        | Daniel Delaveau  | PS        | Journaliste                                |
| 2014      | En cours    | Nathalie Appéré  | PS        | Directrice d'équipement social et culturel |